# Dudley Murphy
Pour les articles homonymes, voir Murphy.
Dudley Murphy, né le 10 juillet 1897 à Winchester (Massachusetts) et mort le 22 février 1968 à Mexico, est un réalisateur américain.

## Biographie
Dudley Murphy commence à réaliser des films muets dans les années 1920 après avoir commencé sa carrière en tant que journaliste.
Son premier film est un court métrage, Soul of Cypress (1921), qui est une variation sur le mythe d'Orphée. Murphy réalise ensuite en 1922 Danse Macabre avec en vedette Adolph Bolm, Olin Howland et Ruth Page.
Le huitième film de Murphy, Ballet mécanique, d'après l'œuvre musicale de George Antheil, co-réalisé avec l'artiste français Fernand Léger, dont la première se déroula le 24 septembre 1924 lors de l'exposition Internationale Ausstellung neuer Theatertechnik (International Exposition for New Theater Technique) à Vienne. Considéré comme l'un des chefs-d'œuvre du cinéma expérimental débutant, Ballet mécanique reçut également l'apport créatif de Man Ray et d'Ezra Pound, et fut présenté par Frederick Kiesler, devenu par après un architecte célèbre.
En plus de Ballet mécanique, Murphy est également connu pour ses films Saint-Louis Blues (1929) avec Bessie Smith, Black and Tan (1929) avec Duke Ellington et son orchestre, Confessions of a Co-Ed (1931), Sport Parade (1932) avec Joel McCrea et The Emperor Jones (1933), avec Paul Robeson en vedette.
En 1932, Murphy introduit l'artiste mexicaine David Alfaro Siqueiros à des personnalités de premier plan de la communauté de Los Angeles. Pour montrer sa gratitude, Siqueiros peint une peinture murale sur la maison de Murphy, Pacific Palisades. Cette peinture murale, Portrait of Mexico Today, est la seule de Siqueiros demeurée intacte aux États-Uniset fut offerte au Santa Barbara Museum of Art en 1999.
De la fin des années 1940 jusqu'aux années 1960, Murphy et sa quatrième épouse, Virginia, ont tenu un hôtel exclusif à Malibu conçu par Richard Neutra et destiné à l'élite d'Hollywood.

## Synopsis deSoul of Cypress
Le protagoniste du film tombe amoureux d'une dryade (une nymphe des bois dont l'âme habite un vieil arbre) et se jette dans la mer pour devenir immortel et passer l'éternité avec elle. Chase Harringdine, la femme de Murphy tenait le rôle de la dryade.

## Filmographie

### Comme réalisateur
- 1921 : The Soul of the Cypress
- 1922 : Danse macabre
- 1924 : Ballet mécanique
- 1928 : La Cote et l'Amour
- 1929 : St. Louis Blues
- 1929 : Black and Tan
- 1932 : The Sport Parade
- 1933 : The Emperor Jones
- 1935 : La Chanson de la jeunesse (The Night Is Young)
- 1939 : Dans une pauvre petite rue

### Comme scénariste (collaborateur pour les dialogues)
- 1931 : Dracula de Tod Browning
- 1931 : Drácula de George Melford

## Distinctions
- Black and Tan inscrit au National Film Registry en 2005